# 海の公園
海の公園（うみのこうえん）は、神奈川県横浜市金沢区にある都市公園（総合公園）である。施設は横浜市が所有し、公益財団法人横浜市緑の協会が指定管理者として運営管理を行っている。

## 概要
金沢地先埋め立て事業の一環として整備された。横浜市内で唯一海水浴場が有る海浜公園。海水浴場の砂は対岸の千葉県富津市の山砂を運び、海底に5年ほど仮置きしたものを使用した。公園部分の埋め立てには、能見台の開発で発生した土を使用した。八景島駅前の海岸には安山岩を使用し磯遊びが出来るようにした。
潮干狩りも可能であり、アサリ、マテガイ、シオフキ、カガミガイが採れる。人工海浜に自然に増えるようになったものであり、特に料金は徴収していない。それ故、業者や料理店への販売を目的としたアサリ漁が問題となり、度々テレビで取り上げられている。
2023年度には横浜検疫所の金沢区から中区の合同庁舎への移転に伴い、敷地内の登録有形文化財である旧長濱検疫所一号停留所の建物を解体して海の公園に移築することになった。
2025年、ダイヤモンド・ライフ編集部が選んだ「水が汚い海水浴場ランキング2025」で全国第3位にランクイン。これは環境省が毎年公表している化学的酸素要求量の高さなどを反映させたものであった。

## 沿革
付近には元から海水浴もできる海岸があったが、1970年代の金沢地先埋立事業に伴い、その地先に広い砂浜が造成された。
- 1980年　砂浜が暫定オープン
- 1988年7月2日　「横浜市海の公園海水浴場」がオープン
- 1989年7月5日 金沢シーサイドラインが開通。海の公園南口駅・海の公園柴口駅が設置される。
- 1997年4月　バーベキュー場　完成
- 1998年　なぎさ広場　完成
- 2009年7月　ビーチバレー常設コート　完成
- 2010年10月　指定管理者の横浜市臨海環境保全事業団が横浜市緑の協会に吸収合併される。
- 2014年9月5日　デング熱を発症した女性が園内で蚊に刺されたことが判明し[4]、一部の立ち入りが制限される[5]。

## 施設概要
- 砂浜

延長　約1km
幅　満潮時60m　干潮時200m
- 管理センター　管理事務所、海とのふれあいセンター
- 休憩所　南口休憩所、柴口休憩所
- なぎさ広場
  - 芝生自由広場
    - グラウンド：ティフトン芝(単種)、105m×68m
    - 照明設備：4基
    - 日本プロサッカーリーグ（Jリーグ）に加盟する横浜スポーツ&カルチャークラブ（Y.S.C.C.横浜）が練習場の一つとして使用。

  - 管理棟
  - 多目的スペース：ストリートバスケット他
  - 水遊び場
- バーベキュー場（海の公園南口駅側）　サイト40基

冬季間（12月〜2月）は休業
- ボードセイリング艇庫　91艇収容可
- ビーチバレー常設コート　6面

## イベント
- 金沢まつり花火大会
- アサリサミット2004
- 金沢文庫芸術祭
- どんど焼き（1月）

## アクセス
- 鉄道
  - 金沢シーサイドライン 八景島駅・海の公園柴口駅・海の公園南口駅よりそれぞれ徒歩2分
- 自動車
  - 横浜横須賀道路・並木インターチェンジから約2.5 km
  - 首都高速湾岸線・幸浦出入口から約2 km

## 周辺施設
- 横浜・八景島シーパラダイス
- 野島公園
- 柴漁港
- 金沢漁港